# 3320 Namba
3320 Namba је астероид главног астероидног појаса са средњом удаљеношћу од Сунца која износи 2,458 астрономских јединица (АЈ).
Апсолутна магнитуда астероида је 13,3.